# Marko Ivezić
Marko Ivezić (Servisch: Марко Ивезић) (Belgrado, 2 december 2001) is een Servisch voetballer die doorgaans als defensieve middenvelder speelt. In 2021 maakte hij bij Voždovac zijn debuut in het betaald voetbal in de Superliga. In januari 2023 debuteerde hij in het nationale elftal van Servië. In juli 2023 maakte hij de overstap van Voždovac naar Holstein Kiel.

## Clubloopbaan

### Jeugd
Ivezić kwam op 18-jarige leeftijd bij Voždovac en maakte op 4 augustus 2019 zijn debuut voor de onder-19. In de met 2-0 verloren uitwedstrijd tegen de leeftijdsgenoten van Napredak stond hij direct in de basis. In twee seizoenen speelde hij 33 wedstrijden in deze leeftijdscategorie, waarna hij halverwege het seizoen 2020/21 de overstap maakte naar de senioren.

### Voždovac
Op 3 maart 2021 maakte Ivezić zijn debuut in de Superliga in de thuiswedstrijd tegen Bačka. Hij viel in de 77e minuut in bij de met 2-1 gewonnen wedstrijd. De rest van het seizoen speelde hij nog vier wedstrijden. In juni tekende hij zijn eerste profcontract, dat hem voor drie jaar aan Voždovac bond. In het seizoen 2021/22 brak Ivezić door met 29 basisplaatsen. Op 7 december maakte hij zijn eerste doelpunt op het hoogste Servische niveau in de thuiswedstrijd tegen Vojvodina; hij kopte de 1-0 binnen na een corner in het met 3-1 gewonnen duel. In het seizoen 2022/23 benoemde trainer Nebojša Jandrić hem op 21-jarige leeftijd tot aanvoerder van het team, dat op dat moment het jongste van Europa was. Na 71 wedstrijden voor Voždovac vervolgde Ivezić zijn loopbaan bij Holstein Kiel.

### Holstein Kiel
In de zomer van 2023 tekende Ivezić een vierjarig contract bij Holstein Kiel. Op 30 juli 2023 maakte hij zijn debuut tijdens de met 0-1 gewonnen uitwedstrijd tegen Eintracht Braunschweig. Hij startte in de basis en werd in de 65e minuut vervangen door Steven Skrzybski. Op 6 april 2024 scoorde hij zijn eerste doelpunt voor Kiel in de met 0-4 gewonnen uitwedstrijd tegen 1. FC Nürnberg; in de 20e minuut bracht hij zijn ploeg op een 0-1 voorsprong. Ondanks de concurrentie van het ervaren middenveldduo Philipp Sander en Lewis Holtby kreeg Ivezić veel speeltijd. Hij stond in zijn eerste seizoen (2023/24) 22 keer in de basis en droeg bij aan de tweede plaats van Kiel, waarmee de club voor het eerst in de geschiedenis promoveerde naar de Bundesliga.
Ivezić kende een moeizame start van het seizoen 2024/25. Na een basisplaats in de openingswedstrijd tegen TSG 1899 Hoffenheim belandde hij op de bank. Door een hersenschudding van Carl Johansson keerde hij in de vijfde speelronde, tijdens de uitwedstrijd tegen  Bayer Leverkusen, terug in het basiselftal. Hij greep zijn kans en stond tot de winterstop in de meeste wedstrijden aan de aftrap. Holstein Kiel bevond zich door een groot aantal tegendoelpunten vanaf het begin van het seizoen in de onderste regionen van de ranglijst. In de winterstop werden  David Zec, Ivan Nekić en John Tolkin aangetrokken ter versterking van de verdediging. Ivezić verloor daarop zijn basisplaats. Kiel degradeerde aan het einde van het seizoen en keerde na één jaar terug naar de 2. Bundesliga.

## Clubstatistieken
| Seizoen                     | Club            | Competitie      | Competitie | Competitie | Beker | Beker | Internationaal | Internationaal | Overig | Overig | Totaal | Totaal |
| Seizoen                     | Club            | Competitie      | Wed.       | Dlp.       | Wed.  | Dlp.  | Wed.           | Dlp.           | Wed.   | Dlp.   | Wed.   | Dlp.   |
| --------------------------- | --------------- | --------------- | ---------- | ---------- | ----- | ----- | -------------- | -------------- | ------ | ------ | ------ | ------ |
| 2020/21                     | Voždovac        | Superliga       | 5          | 0          | 1     | 0     | –              | –              | –      | –      | 6      | 0      |
| 2021/22                     | Voždovac        | Superliga       | 34 *       | 3          | 1     | 0     | –              | –              | –      | –      | 35     | 3      |
| 2022/23                     | Voždovac        | Superliga       | 29 *       | 0          | 1     | 0     | –              | –              | –      | –      | 30     | 0      |
| 2023/24                     | Holstein Kiel   | 2. Bundesliga   | 29         | 1          | 2     | 0     | –              | –              | –      | –      | 31     | 1      |
| 2024/25                     | Holstein Kiel   | Bundesliga      | 23         | 0          | 2     | 0     | –              | –              | –      | –      | 25     | 0      |
| Carrière totaal             | Carrière totaal | Carrière totaal | 120        | 3          | 7     | 0     | –              | –              | 12     | 1      | 127    | 4      |
| Bijgewerkt tot 18 juni 2025 |                 |                 |            |            |       |       |                |                |        |        |        |        |

* Ivezić speelde in de seizoenen 2021/22 en 2022/23 namens Voždovac in de play-offs om het kampioenschap. Beide keren kwam hij tot zes wedstrijden 

## Interlandloopbaan
Ivezić kwam in de jeugd uit voor Servië –21, maar nam met dat team niet deel aan een eindtoernooi. Hij wam in totaal vier keer uit voor Servië –21 en speelde daarin samen met onder anderen Ivan Ilić, Stefan Mitrović en Filip Stanković. In 2023 maakte hij zijn debuut in het nationale elftal  van Servië in een oefeninterland tegen de Verenigde Staten.

### Servië –21
Ivezić maakte op 24 maart 2022 zijn debuut voor Servië –21 in de EK-kwalificatiewedstrijd tegen Noord-Macedonië. In de met 2-1 gewonnen thuiswedstrijd stond hij in de basis. Servië eindigde als derde in de kwalificatiegroep en plaatste zich daardoor niet voor het Europees kampioenschap in Roemenië en Georgië.
| Jeugdinterlands van Marko Ivezić voor Servië () | Jeugdinterlands van Marko Ivezić voor Servië () | Jeugdinterlands van Marko Ivezić voor Servië () | Jeugdinterlands van Marko Ivezić voor Servië () | Jeugdinterlands van Marko Ivezić voor Servië () | Jeugdinterlands van Marko Ivezić voor Servië () |
| №                                               | Datum                                           | Wedstrijd                                       | Uitslag                                         | Soort Wedstrijd                                 | Doelpunten                                      |
| Als speler bij Servië –21                       | Als speler bij Servië –21                       | Als speler bij Servië –21                       | Als speler bij Servië –21                       | Als speler bij Servië –21                       | Als speler bij Servië –21                       |
| ----------------------------------------------- | ----------------------------------------------- | ----------------------------------------------- | ----------------------------------------------- | ----------------------------------------------- | ----------------------------------------------- |
| 1.                                              | 24 maart 2022                                   | Servië – Noord-Macedonië                        | 2 – 1                                           | EK-kwalificatie                                 |                                                 |
| 2.                                              | 29 maart 2022                                   | Servië – Armenië                                | 2 – 0                                           | EK-kwalificatie                                 |                                                 |
| 3.                                              | 2 juni 2022                                     | Frankrijk – Servië                              | 2 – 0                                           | EK-kwalificatie                                 |                                                 |
| 4.                                              | 7 juni 2022                                     | Faeröer – Servië                                | 1 – 1                                           | EK-kwalificatie                                 |                                                 |
| Bijgewerkt tot 10 maart 2024                    |                                                 |                                                 |                                                 |                                                 |                                                 |

### Servië
Op 26 januari 2023 maakte Ivezić zijn debuut in het nationale elftal van Servië in een oefeninterland tegen de Verenigde Staten. In Los Angeles viel hij in de 62e minuut in voor Luka Ilić.
| Interlands van Marko Ivezić voor Servië | Interlands van Marko Ivezić voor Servië | Interlands van Marko Ivezić voor Servië | Interlands van Marko Ivezić voor Servië | Interlands van Marko Ivezić voor Servië | Interlands van Marko Ivezić voor Servië |
| №                                       | Datum                                   | Wedstrijd                               | Uitslag                                 | Soort Wedstrijd                         | Doelpunten                              |
| --------------------------------------- | --------------------------------------- | --------------------------------------- | --------------------------------------- | --------------------------------------- | --------------------------------------- |
| 1.                                      | 26 januari 2023                         | Verenigde Staten – Servië               | 1 – 2                                   | Vriendschappelijk                       | 0                                       |
| Bijgewerkt tot 10 maart 2024            |                                         |                                         |                                         |                                         |                                         |

## Persoonlijk
Ivezić werd geboren en groeide op in de Servische hoofdstad Belgrado. Op jonge leeftijd begon hij na schooltijd met voetballen.